# ريك بيلي
ريك بيلي (بالإنجليزية: Rick Bailey)‏ هو لاعب اتحاد الرغبي أمريكي، ولد في 25 يونيو 1954.